# Terra Alta
La Terra Alta è una delle 41 comarche della Catalogna, con una popolazione di 12 724 abitanti; suo capoluogo è Gandesa.
Amministrativamente fa parte della provincia di Tarragona, che comprende 10 comarche.

## Municipi
| Municipi              | Abitanti (2006) |
| --------------------- | --------------- |
| Arnes                 | 510             |
| Batea                 | 2.106           |
| Bot                   | 736             |
| Caseres               | 293             |
| Corbera d'Ebre        | 1.128           |
| la Fatarella          | 1.160           |
| Gandesa               | 3.091           |
| Horta de Sant Joan    | 1.238           |
| el Pinell de Brai     | 1.110           |
| la Pobla de Massaluca | 407             |
| Prat de Comte         | 200             |
| Vilalba dels Arcs     | 720             |